# Estrilda becgrossa ventrenegra
L'estrilda becgrossa ventrenegra (Pyrenestes ostrinus) és un ocell de la família dels estríldids (Estrildidae).

## Hàbitat i distribució
Viu als boscos, matolls i pantans des de Costa d'Ivori fins al sud de Sudan del Sud i oest de Kenya, i cap al sud fins Zàmbia i nord d'Angola.